# BrainPipe
BrainPipe es un videojuego de acción desarrollado por Digital Eel para Microsoft Windows, Mac OS y móviles, estrenado el 24 de diciembre de 2008. El juego recibió el galardón al "Audio excelente" en el Independent Games Festival del año 2009.

## Traducción
El juego no tiene traducción oficial, pero existe una traducción creada por el usuario de Steam llamado Ryo567. 